# Vidbol
Vidbol (bulgariska: Видбол) är ett vattendrag i Bulgarien.   Det ligger i regionen Vidin, i den nordvästra delen av landet, 140 km norr om huvudstaden Sofia.
Trakten runt Vidbol består till största delen av jordbruksmark. Runt Vidbol är det ganska tätbefolkat, med 134 invånare per kvadratkilometer.